# Ulmbergtunnel

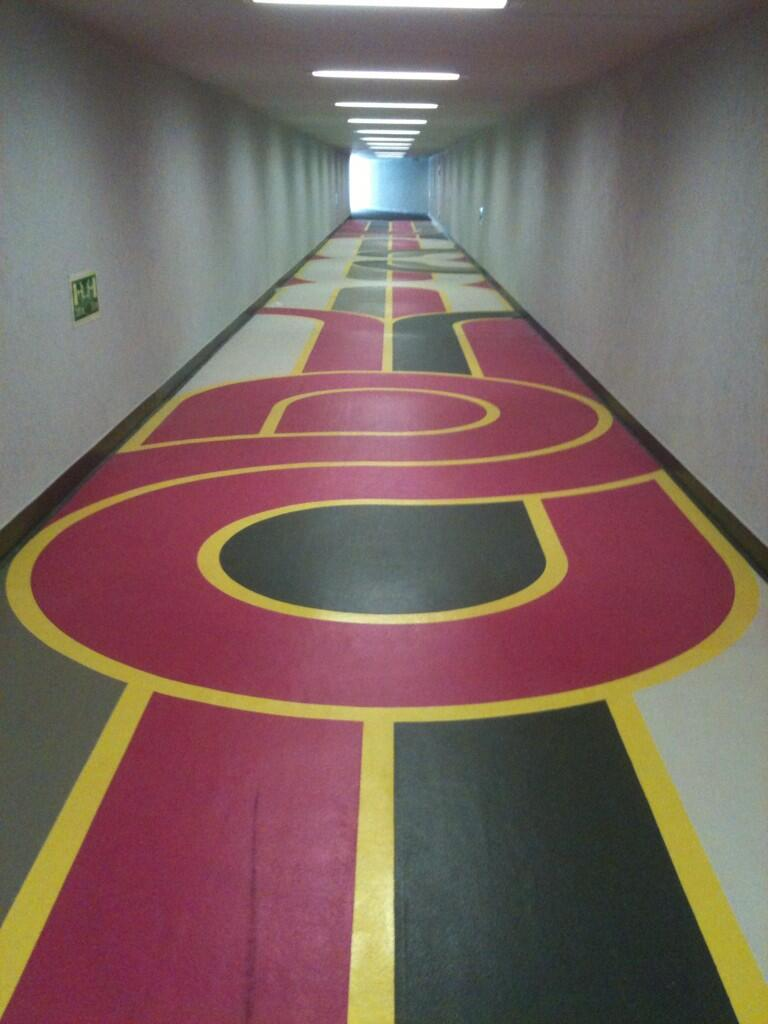
Bodenbemalung im neu gestalteten Personentunnel

Die Ulmbergtunnel sind drei Tunnelröhren eines Eisenbahntunnels und eines Strassentunnels unter einer Moräne (436 m ü. M.) im Zürcher Stadtteil Enge. Die Tunnel verbinden die von der 25 Meter hohen Anhöhe getrennten Sihl bei Wiedikon und das Zürichseeufer in der Enge. Es ist auch der erste Autotunnel Zürichs.
| Alter Eisenbahntunnel zur Zeit des Ersten Weltkriegs |      |                                                                      |                                                                      |
| Ulmberg-Eisenbahntunnel |      |                                                                      |                                                                      |
| \| \| \| von Zürich HB \| \| \| \| 2.93 \| Zürich Wiedikon 405 m ü. M. \| Zürich Wiedikon 405 m ü. M. \| \| \| \| Wiedikon-Ulmbergtunnel (848 m) \| \| \| \| \| Manessetunnel (SZU-Güterlinie (Gleis 3) nach Giesshübel–Sihltalbahn) \| \| \| \| 3.41 \| \| \| \| \| 3.93 \| Zürich Enge \| 409 m ü. M. \| \| \| \| Engetunnel (903 m) \| \| \| \| \| nach Zürich Wollishofen \| \| |      |                                                                      |                                                                      |
| Wasserfall der Sihl über den Ulmbergtunnel |      |                                                                      |                                                                      |
| Strecke |      | von Zürich HB                                                        | von Zürich HB                                                        |
| Bahnhof | 2.93 | Zürich Wiedikon 405 m ü. M.                                          | Zürich Wiedikon 405 m ü. M.                                          |
| Tunnelanfang |      | Wiedikon-Ulmbergtunnel (848 m)                                       | Wiedikon-Ulmbergtunnel (848 m)                                       |
| Abzweig geradeaus und nach rechts (im Tunnel) |      | Manessetunnel (SZU-Güterlinie (Gleis 3) nach Giesshübel–Sihltalbahn) | Manessetunnel (SZU-Güterlinie (Gleis 3) nach Giesshübel–Sihltalbahn) |
| Tunnelende | 3.41 |                                                                      |                                                                      |
| Haltepunkt / Haltestelle | 3.93 | Zürich Enge                                                          | 409 m ü. M.                                                          |
| Tunnel |      | Engetunnel (903 m)                                                   | Engetunnel (903 m)                                                   |
| Strecke |      | nach Zürich Wollishofen                                              | nach Zürich Wollishofen                                              |

Die erste, gemauerte Röhre wurde für die 1875 eröffnete Linksufrige Zürichseebahn errichtet. Die Eisenbahnlinie wurde rund 50 Jahre später tiefergelegt und etwas nach Westen verlegt. Hierfür wurde ein neuer 848 Meter langer Tunnel zwischen dem neuen Bahnhof Zürich Enge und dem Bahnhof Zürich Wiedikon errichtet. 1927 wurde die neue Linie eröffnet – die Planung hierfür hatte bereits 1913 begonnen, war aber durch den Ersten Weltkrieg verzögert worden. Der alte Tunnel des stillgelegten Streckenabschnitts wurde in einen Strassentunnel umgebaut und hierfür mit Spritzbeton ausgekleidet. Neben der Fahrbahn wurde ein Gehweg mit einem Geländer abgetrennt. Er erleichterte den motorisierten Verkehr in Zürich stark. 1967 wurde der Strassentunnel um eine zweite, östlich gelegene Röhre erweitert und die alte Röhre auf ca. 254 Meter verlängert. Über der bergmännisch errichteten Hauptröhre wurde noch ein Personentunnel für Zweiradverkehr und Fussgänger eingerichtet.
Der neue Eisenbahntunnel hat eine Überlagerung von maximal 20 Metern. Er beginnt bei Streckenkilometer 2,934 und endet bei Streckenkilometer 3,782. Die Unterquerung der Sihl und das folgende Stück bis zum Bahnhof Wiedikon – auch Wiedikertunnel genannt – wurden in offener Bauweise erstellt. Die Sihl fällt in einem Wasserfall über die Wände des Tunnels – der Fluss verlief hier ursprünglich rund 4,6 Meter tiefer. Beim Tunnelbau wurde auch der abzweigende Manessetunnel errichtet, der die Linien der SZU mit dem Streckennetz der SBB verbindet.
Die Sihltalbahn überquert die Strasse – ursprünglich die Seebahn – knapp vor dem Nordportal des Tunnels auf einer Brücke.
Der Strassentunnel ist nicht nur eine schnelle Verbindung zwischen den Quartieren Wiedikon und Enge. Die Strecke dient auch als wichtiger Zubringer von südlichen und östlichen Stadtteilen zur Sihlhochstrasse, die den Anschluss zur Autobahn A3 bildet.
In den Jahren 2011 und 2012 wurden am Strassentunnel Sanierungsarbeiten durchgeführt. Dabei wurde auch der Personentunnel mit einer Bodenbemalung der Künstler Sabina Lang und Daniel Baumann optisch aufgewertet.